# Синхронне плавання на літніх Олімпійських іграх 2016 — групи
Змагання з синхронного плавання на серед груп на Олімпіаді 2016 року проходили 18-19 серпня у Водному парку імені Марії Ленк.
Змагалося 8 команд, в кожній по 8 плавчинь. Змагання проходили в одне коло. Кожна команда виконувала по дві програми: обов'язкову і довільну. Обов'язкова програма складалася з 12-ти обов'язкових елементів, які потрібно було виконати у встановленому порядку впродовж від 2 хвилин 35 секунд до 3 хвилин 5 секунд. Довільна програма не мала жодних обмежень, крім часу; вона мала тривати між 3 хвилинами 45 секундами і 4 хвилинами 15 секундами.
Кожну програму оцінювали дві команди суддів, по п'ять осіб у кожній: технічна команда і артистична. Кожен суддя міг виставити оцінку від 0 до 10. Найвища і найнижча оцінки з кожної команди суддів викреслювались, залишаючи загалом шість оцінок, які в сумі давали оцінку за програму. Загальна оцінка утворена додаванням оцінок за обов'язкову і довільну програми.

## Розклад змагань
| Дата                | Час   | Стадія                        |
| ------------------- | ----- | ----------------------------- |
| Четвер, 18 серпня   | 13:00 | Фінальна обов'язкова програма |
| П'ятниця, 19 серпня | 12:00 | Фінальна довільна програма    |

## Результати
| Місце | Країна          | Спортсменки | Обов'язкова програма | Довільна програма | загалом  |
| ----- | --------------- | --- | -------------------- | ----------------- | -------- |
| 1     | Росія (RUS)     | Влада Чигирьова, Наталія Іщенко, Світлана Колесніченко, Олександра Пацкевич, Світлана Ромашина, Алла Шишкіна, Марія Шурочкіна, Гелена Топіліна, Олена Прокоф'єва (резерв) | 97.0106              | 99.1333           | 196.1439 |
| 2     | Китай (CHN)     | Ґу Сяо, Го Лі, Хуан Сюечень, Лі Сяолу, Лян Сіньпін, Сунь Веньянь, Тан Менні, Їнь Ченсінь, Цзен Чжень                                                                      | 95.6174              | 97.3667           | 192.9841 |
| 3     | Японія (JPN)    | Айка Хакояма, Юкіко Інуі, Кей Марумо, Рісако Міцуї, Канамі Накамакі, Маі Накамура, Кано Омата, Курумі Йосіда, Айко Хаясі (резерв)                                         | 93.7723              | 95.4333           | 189.2056 |
| 4     | Україна (UKR)   | Лоліта Ананасова, Олена Гречихіна, Дар'я Юшко, Олександра Сабада, Катерина Садурська, Ксенія Сидоренко, Анастасія Савчук, Анна Волошина, Ольга Золотарьова (резерв)       | 93.4413              | 95.1667           | 188.6080 |
| 5     | Італія (ITA)    | Еліса Боццо, Беатріче Каллегарі, Камілла Каттенео, Лінда Черруті, Маніла Фламіні, Франческа Деідда, Маріанжела Перрупато, Сара Сгарці, Констанца Ферро (резерв)           | 91.1142              | 92.2667           | 183.3809 |
| 6     | Бразилія (BRA)  | Луїса Боржес, Марія Бруно, Беатріс Ферес, Бранка Ферес, Марія Клара Коутінью, Дуда Міккусі, Лорена Молінос, Лара Тейшейра, Памела Ногейра (резерв)                        | 84.7985              | 87.2000           | 171.9985 |
| 7     | Єгипет (EGY)    | Лейла Абдельмоез, Самія Ахмед, Наріман Абдель Хафіз, Нур Елаюбі, Джомана Ельмаграбі, Дара Хассаніен, Сальма Шаріф Негмелдін, Нада Саафан, Нехал Саафан (резерв)           | 76.9838              | 78.5667           | 155.5505 |
| 8     | Австралія (AUS) | Б'янка Хеммет, Даніель Кеттлевел, Нікіта Пабло, Емілі Роджерс, Крістіна Шиен, Роуз Стекпоул, Емі Томпсон, Дебора Цай, Ганна Кросс (резерв)                                | 74.0667              | 75.4333           | 149.5000 |